# Rupert Reński
Rupert Reński, ang. Rupert of the Rhine, niem. Ruprecht zu bei Rhein (ur. 17 grudnia 1619 w Pradze, zm. 19 listopada 1682 w Londynie) – angielski arystokrata, polityk i oficer pochodzenia niemieckiego, admirał, książę Cumberland w 1644–1682, lord wysoki admirał w 1673–1679; królewicz Czech, książę Bawarii i hrabia reński jako syn Fryderyka V Zimowego.
Był zarówno żołnierzem, jak i wynalazcą, młodszym synem elektora palatynatu Fryderyka V i Elżbiety Czeskiej, siostrzeńcem króla Anglii Karola I, który uczynił go księciem Cumberland i hrabią Holderness, oraz wyznaczył go na dowódcę kawalerii Rojalistów podczas angielskiej wojny domowej. Członek Towarzystwa Królewskiego.

## Młodość
Rupert urodził się w Pradze w 1619 podczas wojny trzydziestoletniej. Wkrótce po jego urodzinach rodzina uciekła z Czech do Holandii, gdzie Rupert spędził swoje dzieciństwo. W pośpiechu omal nie zostawiono go w Pradze – jednak jeden z członków dworu, biorąc zawinięte dziecko za tobołek dóbr domowych, wrzucił go na wóz. Jego matka, Elżbieta Czeska, czasami zwana też Zimową Królową, była siostrą króla Anglii Karola I. Skutkiem tego Rupert wiernie służył Karolowi podczas angielskiej wojny domowej, tak jak jego brat, książę Maurycy Wittelsbach.
We wczesnym wieku zabrał się do żołnierki i walczył wespół z księciem orańskim Fryderykiem Henrykiem podczas oblężenia Rheinberg w 1633 i Bredy w 1638. Siły cesarskiego wodza Hatzfeldta wzięły go do niewoli po przegranej bitwie pod Vlotho 17 października 1638 podczas inwazji na Westfalię. W niewoli trzymany był w Linzu, gdzie studiował książki wojskowe. Zwolniony został na parol w 1641, pod warunkiem, że nigdy nie będzie już walczył przeciwko Świętemu Cesarstwu.

## Angielska wojna domowa
W 1642 król Karol I wyznaczył go na dowódcę kawalerii Rojalistów, a on w dużej mierze zasłużył na zaufanie po swoich wcześniejszych sukcesach. Dzięki stylowi swoich działań i brawurze zarobił sobie na przydomek Szalonego Jeźdźca. Podobno trzymał przy sobie dużego pudla zwanego Boye w czasie każdej bitwy. Żołnierze Parlamentu obawiali się tego psa, posądzając go o nadprzyrodzone moce.
Rupert został generałem kawalerii (General of the Horse), a jego reputacja umocniła się po rozgromieniu sił Parlamentarzystów pod Powick Bridge 23 września 1642; jednak przecenił siebie w bitwie pod Edgehill 23 października 1642, zostawiając siły Rojalistów bez wsparcia kawalerii w krytycznym momencie, co pozbawiło ich zwycięstwa, a nawet omal nie doprowadziło do porażki.
Po Edgehill Rupert poprosił Karola o błyskawiczny atak kawaleryjski na Londyn, zanim będzie mogła wrócić armia hrabiego Essexa. Jednak starzy doradcy króla nawoływali, by posuwał się wolno w kierunku miasta z całą armią. W końcu Essex i jego armia przybyli do Londynu i przygotowali obronę miasta. Rojaliści stracili swoją najlepszą okazję do wygrania wojny. Rupert wciąż kontynuował swoje sukcesy wojskowe: w 1643 zdobył Bristol, a w 1644 poprowadził odsiecz, ratując Newark.
W listopadzie 1644 Rupert został naczelnym wodzem armii Rojalistów. To z miejsca nasiliło i tak już znaczne napięcia między nim a członkami rady królewskiej. W maju 1645 Rupert zdobył Leicester, lecz stoczona miesiąc później bitwa pod Naseby odwróciła losy wojny.
Po Naseby Rupert uznał sprawę Rojalistów za przegraną i nakłaniał Karola do zawarcia pokoju z Parlamentem. Jednak wbrew wszystkiemu Karol wciąż wierzył, że może wygrać wojnę. Będąc w beznadziejnej sytuacji broniący Bristolu Rupert skapitulował w sierpniu 1645; w odpowiedzi Karol zwolnił go ze swojej służby. Do końca wojny domowej w Anglii Rupert już ani razu nie dostał dowództwa nad armią. Po upadku Oksfordu w 1646, Parlament skazał go i jego brata na banicję.
Przez pewien czas Rupert dowodził wojskami sformowanymi z angielskich wygnańców w armii francuskiej. W 1647 został raniony służąc pod marszałkiem de Gassionem oblegającym twierdzę La Bassée. Później, po pogodzeniu się z Karolem I, uzyskał dowództwo nad flotą Rojalistów. Nastąpiła długa i bezproduktywna kampania, ciągnąca się od Kinsale do Lizbony, oraz od Tulonu po Wyspy Zielonego Przylądka. W następstwie porażki zadanej mu przez admirała Roberta Blake’a Rupert schronił się w Indiach Zachodnich. Rozpoczął życie typowe dla bukaniera, łupiąc angielskie okręty handlowe. Jednak znowu doszło do kłótni księcia z królewskimi doradcami i spędził bezczynne lata 1654–1660 w Niemczech, na próżno usiłując (jak przedtem i potem) uzyskać swe uprawnione apanaże jako młodszy syn od swego brata elektora Palatynatu Karola Ludwika.

## Restauracja Stuartów w Anglii i Szkocji
Po odzyskaniu tronu przez króla Anglii Karola II, Rupert wrócił do służby w Anglii, otrzymując dożywotnią rentę i stając się członkiem Rady Królewskiej. Nigdy już nie toczył walki na lądzie, lecz, stając się admirałem jak George Monck i Robert Blake, wspaniale spisywał się podczas drugiej wojny angielsko-holenderskiej jako naczelny wódz floty angielskiej od czerwca 1666, zwyciężając w bitwie pod North Foreland. Jego wysiłki w trzeciej wojnie angielsko-holenderskiej skończyły się poniżającymi porażkami w bitwach pod Schooneveld i pod Texel.
Po zakończeniu około 1674 roku czynnej służby przeszedł na emeryturę i zajął się badaniami naukowymi.
Niektórzy uważają go za wynalazcę tzw. Mezzotinty, którą wprowadził do Anglii i rozwinął kilka związanych z nią technik. Przypisuje mu się również nowy typ prochu strzelniczego oraz stop tzw. Książęcy metal (75% miedzi, 25% cynku) wyglądem bardzo przypominający złoto. W latach 1640–1650 wynalazł tzw. Krople księcia Ruperta, szklane krople o wyjątkowej wytrzymałości, jednak eksplodujące zaraz po złamaniu ogona kropli.
Nawet na emeryturze starał się wykonywać ważne dla rządu zadania. Od 1673 do 1679 służył w angielskiej Admiralicji, jako jej przewodniczący, czyli tzw. Lord High Admiral.
Nigdy się nie ożenił, ale żył z aktorką Drury Lane (pseudonim artystyczny), czyli Margaret Hughes i miał z nią córkę o imieniu Ruperta. Ruperta poślubiła Emanuela Scrope'a Howe’a, brata wicehrabiego Howe’a, i mieli czwórkę dzieci.
Rupert został pierwszym gubernatorem Kompanii Zatoki Hudsona (Hudson’s Bay Company), która zajmowała się handlem futrami w Kanadzie i na terytorium, na którym miała nieograniczony monopol, nazwanym na jego cześć Ziemią Ruperta (Rupert's Land).
Miasto Prince Rupert w Brytyjskiej Kolumbii także wzięło swe imię po księciu Rupercie.
Książę Rupert zmarł w swoim domu w Spring Gardens, Westminster, 19 listopada 1682.